# Katarzyna Latałło

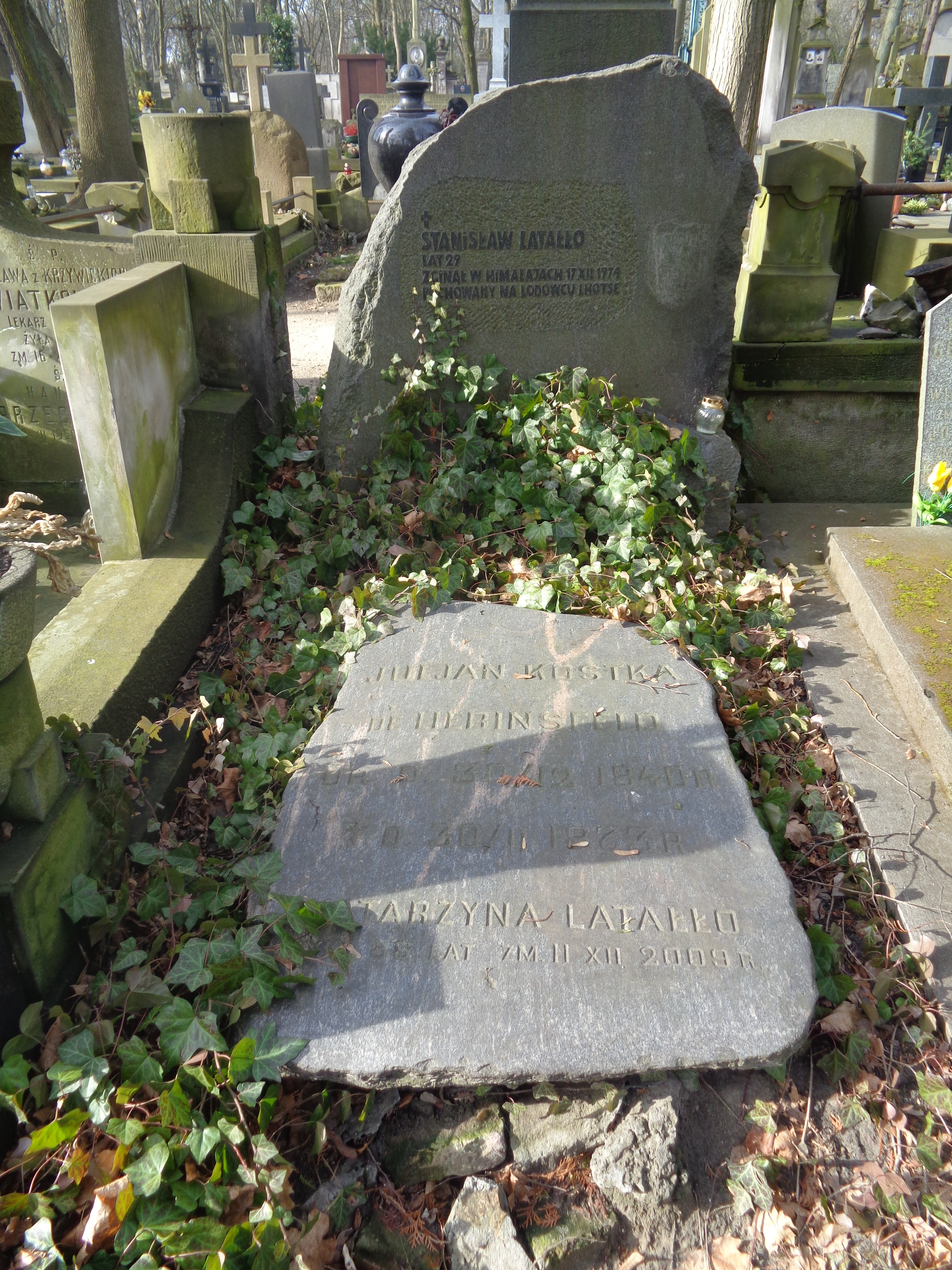
Grób Katarzyny Latałło na cmentarzu Powązkowskim

Katarzyna Latałło (ur. 23 maja 1924 w Warszawie, zm. 11 grudnia 2009 tamże) – polska reżyserka filmów animowanych, malarka, grafik.

## Życiorys
Urodziła się w rodzinie Bohdana Wasiutyńskiego, profesora prawa, i Marii, córki malarza Józefa Buchbindera. Była siostrą publicysty Wojciecha.
W 1952 ukończyła studia na Wydziale Malarstwa i Grafiki ASP w Warszawie, uzyskując dyplom u profesora. Jana Sokołowskiego. Uczestniczyła w wielu wystawach krajowych i zagranicznych z zakresu grafiki i rysunku, m.in. na Ogólnopolskich Wystawach Plastyki w latach 1952, 1953 i 1954, na wystawie w Arsenale w Warszawie w 1955 (nagrodzona), I Ogólnopolskiej Wystawie Grafiki Artystycznej i Rysunku, Warszawa 1956, Ogólnopolskiej Wystawie Młodego Malarstwa, Rzeźby i Grafiki w Sopocie w 1958, Wystawie Grafiki, Ilustracji Książkowej i Plakatu, Berlin-Hamburg-Kolonia w 1956, I Biennale Grafiki Polskiej w Krakowie w 1960, wystawie książki i ilustracji z cyklu „Polskie Dzieło Plastyczne w XV-lecie PRL” w Warszawie w roku 1962.
W latach 1953–1955 i 1964–1965 zasiadała w zarządzie Sekcji Grafiki ZPAP. Od 1961 jako reżyserka i scenografka współpracowała z wytwórniami: „Se-ma-for”, Studio Miniatur Filmowych, Studio Filmów Rysunkowych w Bielsku-Białej oraz z Wytwórnią Filmów Oświatowych w Łodzi. Od 1956 członkini Stowarzyszenia Filmowców Polskich.
19 stycznia 1955 na wniosek Ministra Kultury i Sztuki została odznaczona Medalem 10-lecia Polski Ludowej.
Filmy jej autorstwa były  nagradzane na przeglądach krajowych i międzynarodowych - m.in. „Kat i Katarzyna” – Nagroda m. Łodzi w 1965, „Pan Plastyk” – nagroda FIPRESCI na Festiwalu w Mar del Plata 1965, nagroda za serię filmową „Przygody Sindbada Żeglarza”, Łódź 1970.
W latach 2005–2006 była radną Warszawy z listy PiS.
Matka Stanisława Latałły i babka Marcina Latałły.
Zmarła w Warszawie, pochowana na cmentarzu Powązkowskim (kwatera 30 wprost-5-11).

## Filmografia
- 1961: Sąd królewski
- 1964: Pan Plastyk
- 1966: Kłębowisko
- 1968: Fotografia rodzinna
- 1969: Przygody Sindbada Żeglarza
- 1970: Klechdy polskie
- 1970: Podnoszenie ciężarów
- 1971: Sam sobie sterem
- 1973: ETC...
- 1973: Kostium i maska
- 1974: Kontrakt